# Ajtony (keresztnév)
Az Ajtony török eredetű régi magyar férfinév. Jelentése: arany.

## Gyakorisága
Az 1990-es években szórványosan fordult elő. A 2000-es és a 2010-es években nem szerepel a 100 leggyakrabban adott férfinév között.
A teljes népességre vonatkozóan a 2000-es és a 2010-es években az Ajtony nem szerepelt a 100 leggyakrabban viselt férfinév között.

## Névnapok
- március 13.[2]
- április 30.[2]
- június 16.[2]
- július 27.[2]

## Híres Ajtonyok
- Ajtony vezér